# Tokyo International Film Festival
Tokyo International Film Festival er en af Asiens største internationale filmfestivaller, som afholdes hvert år i oktober i Tokyo, Japan.
Den første festival fandt sted i 1985 i Tokio. Den daværende jurypræsident var den britiske filmproducent David Puttnam. I dag deltager over 300 film årlig i den internationale konkurrence. I specialprogrammer vises der populære, i Japan endnu ikke kendte underholdningsfilm samt i filmrækken Winds of Asia (for asiatiske film) og i Japanese Eyes (for nye japanske film.
Tokyo International Film Festival bliver organiseret af Japan Association for the International Promotion of Moving Images (UniJapan). Festivallens nuværende formand er Tsuguhiko Kadokawa.
Den internationale førstepris er Tokyo Sakura Grand Prix.

## Vindere af Tokyo Sakura Grand Prix
| År   | Film                             | Instruktør                       | Land                              |
| ---- | -------------------------------- | -------------------------------- | --------------------------------- |
| 1985 | Typhoon Club                     | Shinji Sōmai                     | Japan                             |
| 1987 | Old Well                         | Wu Tianming                      | Kina                              |
| 1989 | That Summer of White Roses       | Rajko Grlić                      | Jugoslavien                       |
| 1991 | City of Hope                     | John Sayles                      | USA                               |
| 1992 | White Badge                      | Chung Ji-young                   | Sydkorea                          |
| 1993 | The Blue Kite                    | Tian Zhuangzhuang                | Kina                              |
| 1994 | The Day the Sun Turned Cold      | Yim Ho                           | Hongkong                          |
| 1995 | ikke udgivet                     |                                  |                                   |
| 1996 | Kolyat                           | Jan Svěrák                       | Tjekkiet                          |
| 1997 | The Perfect Circle Bag stilheden | Ademir Kenovic Caroline Link     | Bosnien-Hercegovina Tyskland      |
| 1998 | Abre los ojos                    | Alejandro Amenábar               | Spanien                           |
| 1999 | Darkness and Light               | Chang Tso-chi                    | Taiwan                            |
| 2000 | Amores Perros                    | Alejandro González Iñárritu      | Mexico                            |
| 2001 | Slogans                          | Gjergj Xhuvani                   | Albanien                          |
| 2002 | Broken Wings                     | Nir Bergman                      | Israel                            |
| 2003 | Nuan                             | Huo Jianqi                       | Kina                              |
| 2004 | Whisky                           | Juan Pablo Rebella               | Uruguay                           |
| 2005 | What the Snow Brings             | Kichitaro Negishi                | Japan                             |
| 2006 | OSS 117: Cairo, Nest of Spies    | Michel Hazanavicius              | Frankrig                          |
| 2007 | The Band's Visit                 | Eran Kolirin                     | Israel                            |
| 2008 | Tulpan                           | Sergey Dvortsevoy                | Kasakhstan                        |
| 2009 | Eastern Plays                    | Kamen Kalev                      | Bulgarien                         |
| 2010 | Intimate Grammar                 | Nir Bergman                      | Israel                            |
| 2011 | De urørlige                      | Olivier Nakache og Éric Toledano | Frankrig                          |
| 2012 | The Other Son                    | Lorraine Lévy                    | Frankrig                          |
| 2013 | Vi är bäst!                      | Lukas Moodysson                  | Sverige                           |
| 2014 | Heaven Knows What                | Joshua Safdie og Ben Safdie      | USA                               |
| 2015 | Nise: The Heart of Madness       | Roberto Berliner                 | Brasilien                         |
| 2016 | Die Blumen von gestern           | Chris Kraus                      | Tyskland-Østrig                   |
| 2017 | Grain – Weizen                   | Semih Kaplanoğlu                 | Tyrkiet-Tyskland-Frankrig-Sverige |
| 2018 | Amanda                           | Mikhael Hers                     | Frankrig                          |
| 2019 | Onkel                            | René Frelle Petersen             | Danmark                           |